# Harbourside Park
Harbourside Park is een park van zo'n 30 are in St. John's, de hoofdstad van de Canadese provincie Newfoundland en Labrador. Het kleine stadspark huisvest onder meer de bekende hondenstandbeelden die de provincie symboliseren.

## Ligging
Harbourside Park ligt, zoals de naam aangeeft, aan de oever van de haven van St. John's, in het hart van Downtown St. John's. Het is de enige publieke plaats die tot aan het water van de haven reikt. Het parkje ligt langs de andere zijde aan Water Street, recht tegenover het Nationaal Oorlogsmonument van Newfoundland.

## Beschrijving
Het park werd aangelegd ter herinnering van het claimen van Newfoundland voor Engeland door Sir Humphrey Gilbert in 1583. Het telt daarom een groot aantal informatiepanelen die het hebben over de geschiedenis van zowel de provincie als de stad.
Het park is vooral bekend vanwege de bronzen standbeelden van een newfoundlander en een labrador-retriever, de hondenrassen vernoemd naar de twee gebiedsdelen van de provincie. De honden zijn iets groter dan levensecht en zijn een kunstwerk van de Bulgaars-Canadese beeldhouwer Luben Boykov.
In de zomermaanden is er in het park iedere vrijdagmiddag een gratis door de stad georganiseerd concert.

## Galerij

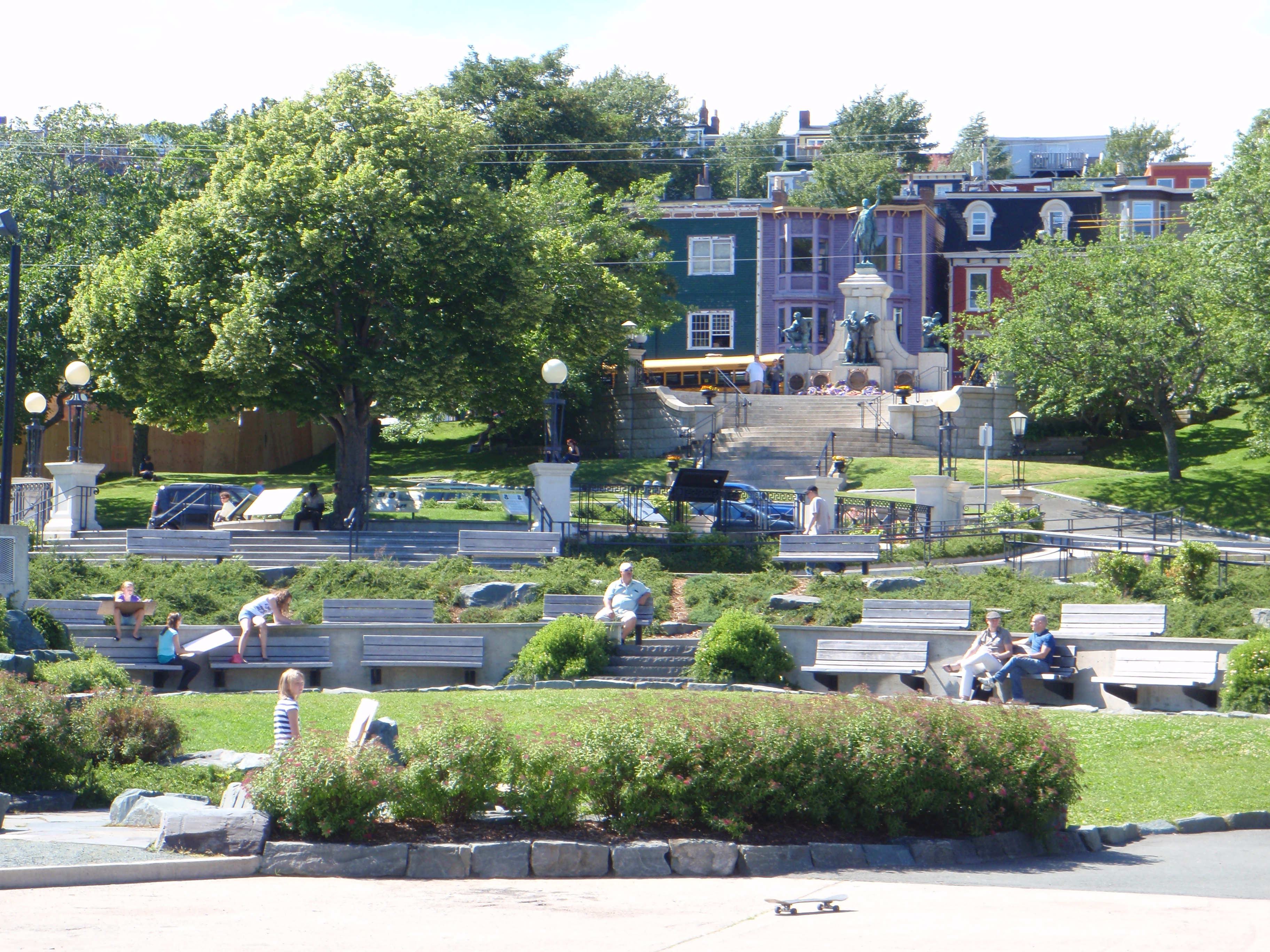
Bezoekers zitten op bankjes in Harbourside Park, met het Nationaal Oorlogsmonument in de achtergrond
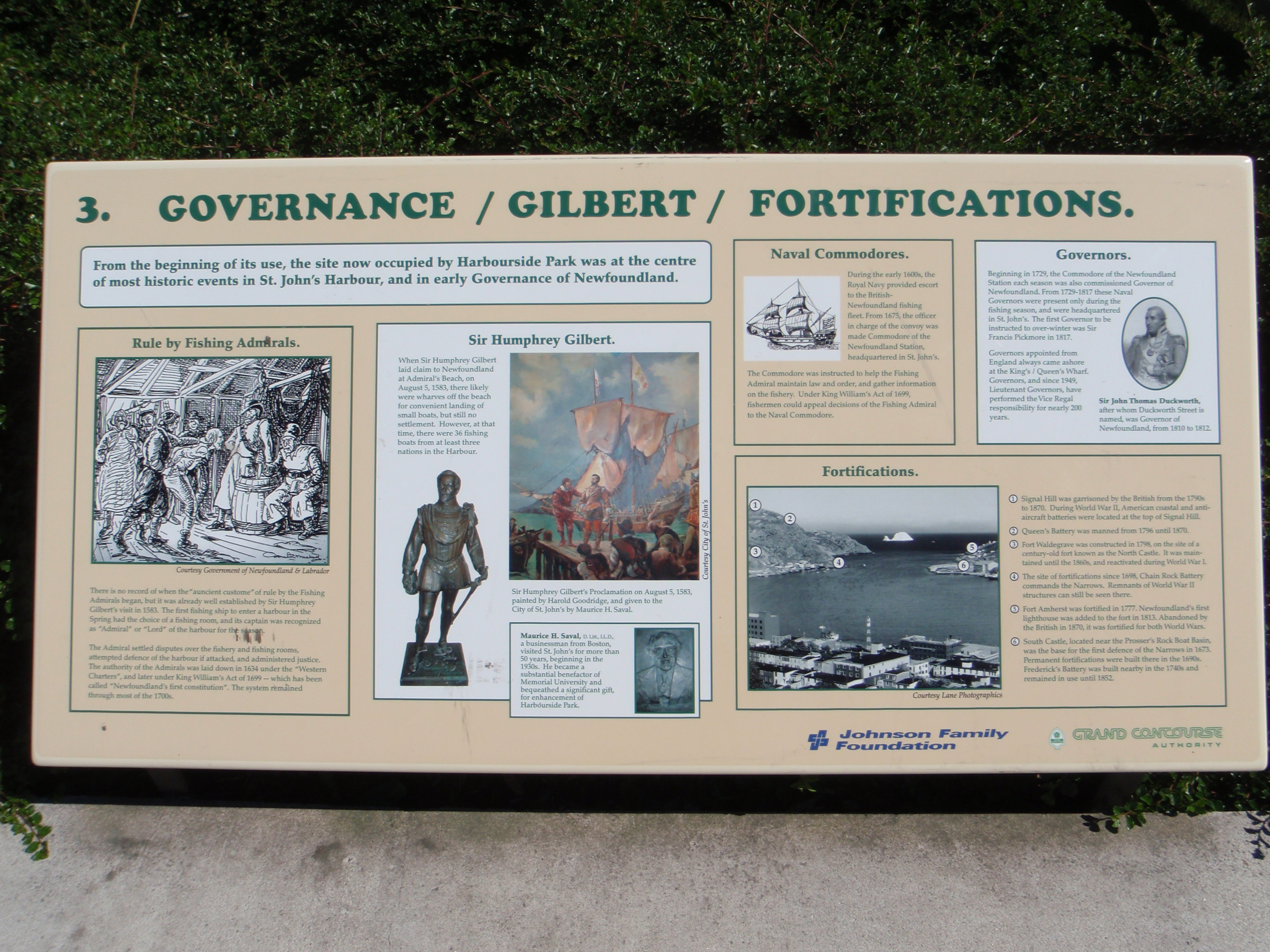
Een van de vele informatiepanelen met uitgebreide historische informatie
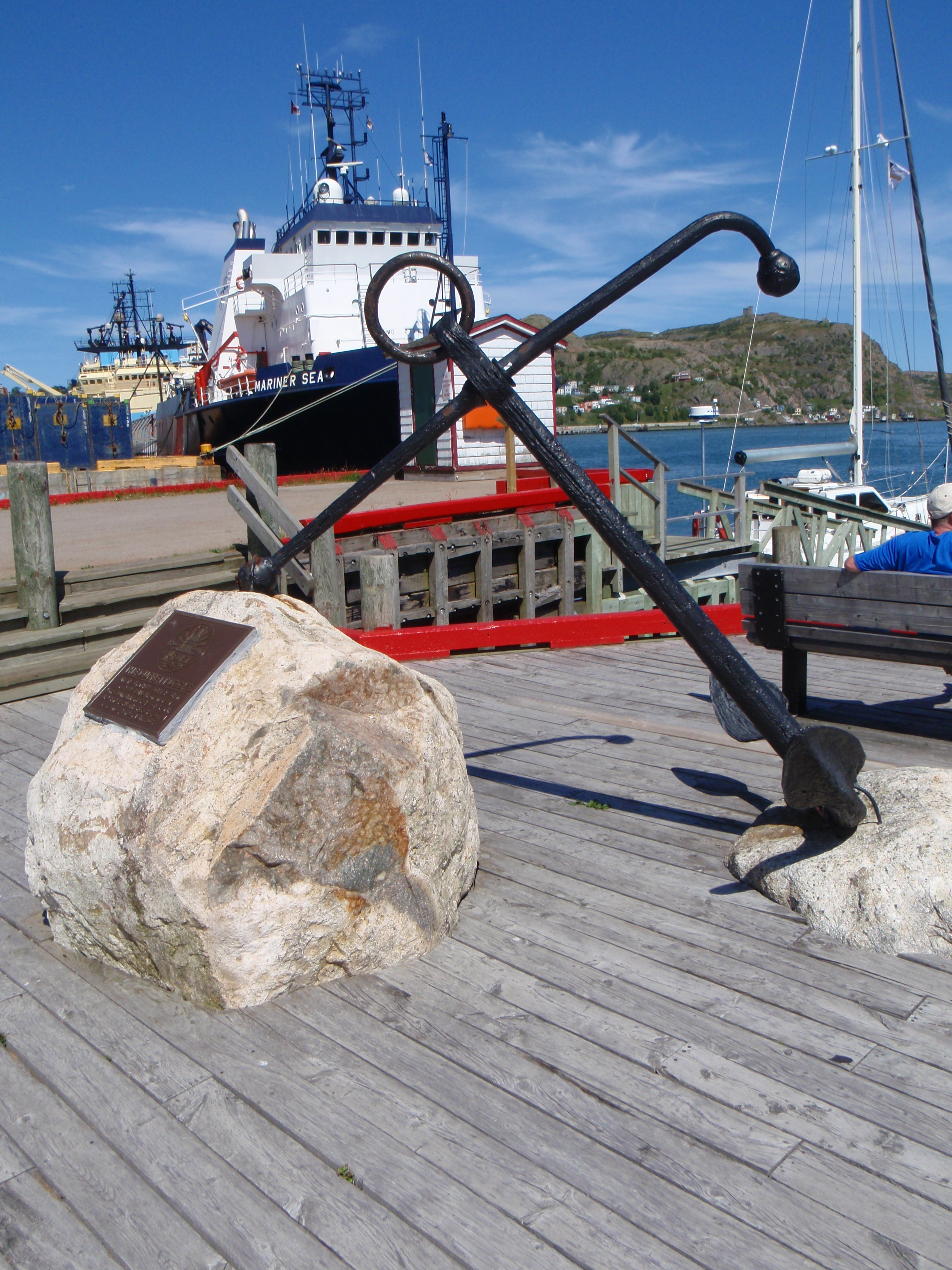
Een monument met een anker met in de achtergrond de haven
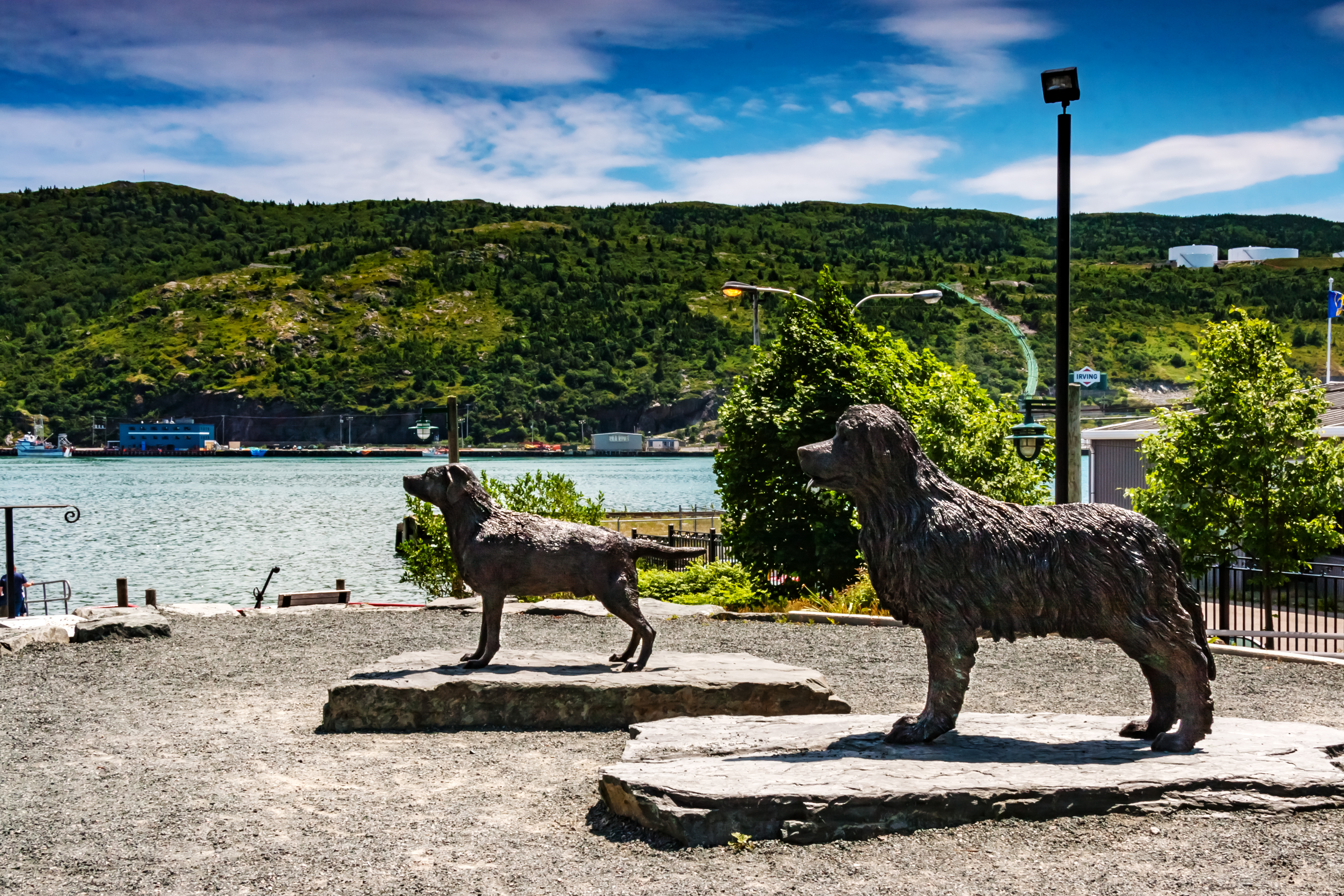
Bekende standbeelden van de labrador-retriever (links) en newfoundlander (rechts)
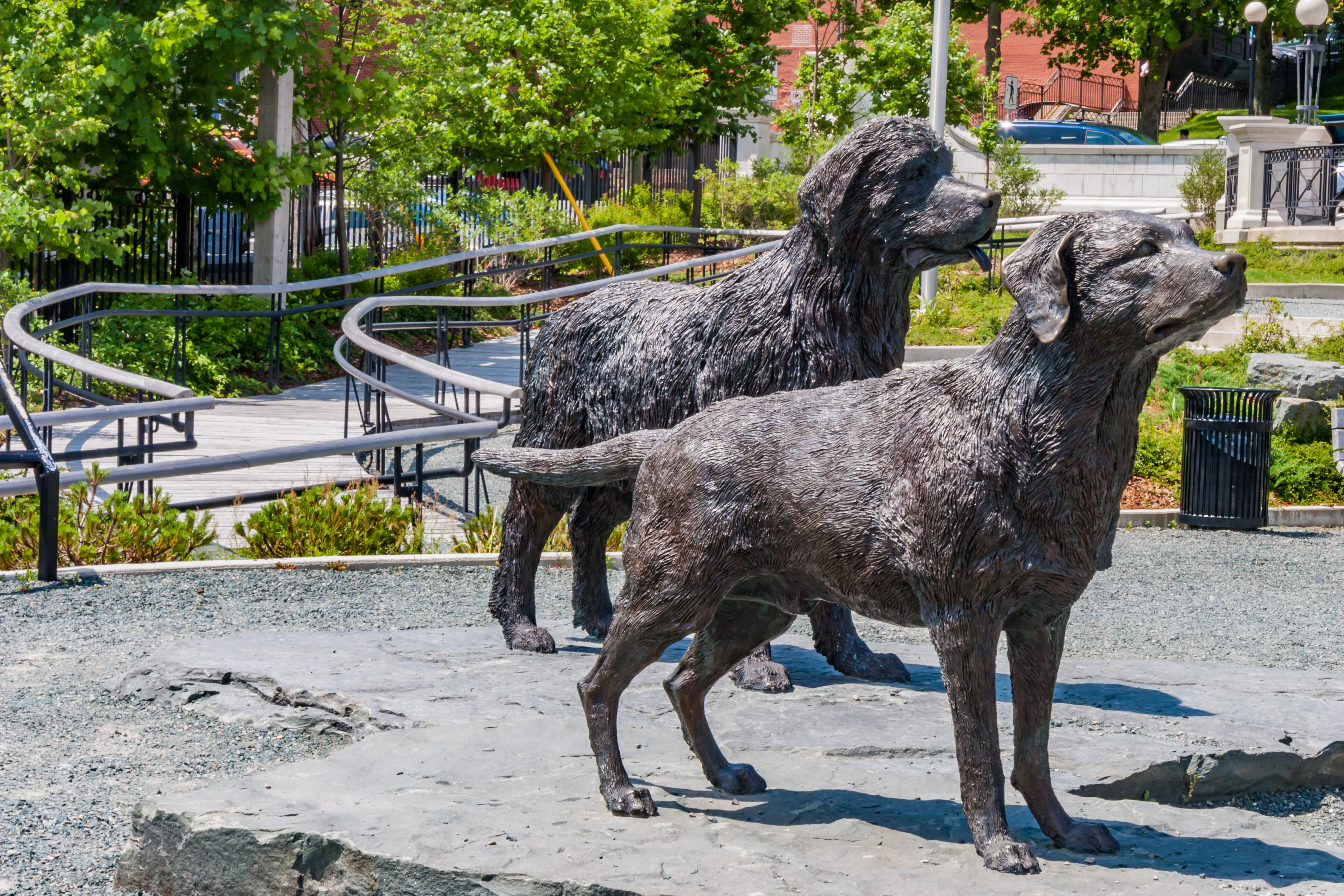
Ander zicht op de beelden